# Ramón Sosa
Ramón Sosa Acosta (ur. 31 sierpnia 1999 w Maracanie) – paragwajski piłkarz z obywatelstwem argentyńskim występujący na pozycji skrzydłowego, reprezentant Paragwaju, od 2023 roku zawodnik argentyńskiego Talleres.